# Serra San Quirico
Serra San Quirico là một đô thị ở tỉnh Ancona trong vùng Marche, nằm cách 45 km về phía tây nam của Ancona. Tại thời điểm ngày 31 tháng 12 năm 2004, đô thị này có dân số 3.028 và diện tích là 49,1 km².
Đô thị Serra San Quirico có các frazioni (các đơn vị trực thuộc, chủ yếu là các làng) Serra San Quirico Stazione, Sasso, Castellaro, và Domo.
Serra San Quirico giáp các đô thị sau: Apiro, Arcevia, Cupramontana, Fabriano, Genga, Mergo, Poggio San Vicino.